# Skillingsjanistjärnen
Skillingsjanistjärnen är en sjö i Norsjö kommun i Västerbotten och ingår i Skellefteälvens huvudavrinningsområde.